# ZhuZhu Pets
ZhuZhu Pets, w Wielkiej Brytanii zwane też Go Go Hamsters – seria interaktywnych zabawek–chomików. Nazwa pochodzi z chińskiego, w którym zhū zhū (猪猪) oznacza "małą świnię". Chomiki ZhuZhu były najlepiej sprzedającą się zabawką w USA w okresie przed Bożym Narodzeniem w 2009 roku. 

## Historia
Zabawki zostały stworzone przez Russa Hornsby'iego dla będącej własnością jego i dwóch jego córek firmy Cepia LLC. Prototyp powstał w listopadzie 2008 roku. 
Chomiki ZhuZhu były najlepiej sprzedającą się zabawką w USA w okresie przed Bożym Narodzeniem  w 2009 roku. Ich popularność spowodowana była atrakcyjną ceną poniżej 10 USD za sztukę, co w obliczu spadku wydatków na konsumpcję sprawiło, że stały się w USA symbolem Świąt Bożego Narodzenia w obliczu kryzysu, jednocześnie ratując obroty wielu detalicznych sprzedawców zabawek. Popyt był tak duży, że na aukcjach internetowych osiągały cenę ponad 50 USD. 
Zabawka, podobnie jak Tickle Me Elmo, szybciej zyskała status kultowej wśród dorosłych niż wśród dzieci, co w dużym stopniu jest zasługą internetu.
ZhuZhu Pets w 2009 roku zostały uznane za Toy of the Year ("zabawkę roku") przez brytyjskie stowarzyszenie Toy Retailers Association. Otrzymały także tytuł TOTY 2010 (Toy of the Year), przyznany w plebiscycie organizowanym przez amerykańskie Toy Industry Association. 
Fenomen popularności ZhuZhu Pets analizował "Time", zwracając m.in. uwagę na brak wsparcia promocyjnego w postaci filmów telewizyjnych, na jakie mogą sobie pozwolić giganci rynku zabawek, jak Hasbro czy Mattel. Agencja Reuters, donosząc w lutym 2010 roku o pojawieniu się nowych modeli ZhuZhu Pets przewidywała, że także i w tym roku zabawki te powtórzą zeszłoroczny sukces.
W marcu 2010 roku ukazała się gra ZhuZhu Pets wydana na konsolę Nintendo DS.

## Zabawki
Seria ZhuZhu Pets składa się z modeli chomików nazywanych Mr. Squiggles, Pip Squeak, Num Nums, Chunk, Patches, Scoodles, Jilly, Nugget, Winkie, Cappuccino, Peachy, Jinx, Yo-Yo, Moo, Tex, Rocky, Spottie, Pinkie, Dezel, Bamboo, Hank, Captain Zhu, Carly, długowłosych Pax, Roxie, Ryder, Kingston, króliczków Fluffy i Sweetie oraz wprowadzonej w 2010 roku wojowniczej serii Kung. Każdy z modeli różni się  wyglądem, sposobem poruszania się oraz wydawanymi dźwiękami. W sprzedaży dostępne są także różnorodne akcesoria, ubranka oraz elementy umożliwiające stworzenie osiedla dla chomików, będącego szeregiem pomieszczeń połączonych tunelami, które gryzonie potrafią sprawnie przeszukiwać.

### Dźwięki
Każdy z modeli chomika ma swój własny zestaw dźwięków (ponad czterdzieści). Dźwięki te są dziełem studia nagrań Jupiter Studios i powstały na bazie spontanicznie wydawanych przez aktorów odgłosów, lub efektów dźwiękowych.

### Budowa
Budowa mechaniczna każdego modelu jest identyczna. Składa się z obudowy zewnętrznej z miejscami na dwie bateria AAA (R03), zawierającej elektronikę i wykończonej z zewnątrz miłym w dotyku materiałem oraz modułu prostego podwozia zawierającego pojedynczy silnik napędzający pojedynczą oś z dwoma kołami, przedni ślizgacz (zamiast kółka) oraz zwrotnicę umożliwiającą podczas jazdy wstecz podniesienie jednego koła i dokonywanie tym samym skrętu w tylko jedną stronę.
Obudowa wyposażona jest w 5 przycisków: na nosie (umożliwiający natychmiastowe wykrycie przeszkody), na głowie i na grzbiecie (umożliwiające włączenie/wyłączenie i zmiana trybu działania), oraz 2 w podwoziu (nieaktywne w wielu modelach), umożliwiające odczytanie aktualnej lokalizacji (dzięki specyficznym rowkom w podłodze różnych korytarzy i pomieszczeń), jak i czujnik przewrócenia się gryzonia (nieaktywny w wielu modelach).

## Podobne zabawki
FurReal Friends: Furry Frenzies firmy Hasbro